# Order Kutuzowa (ZSRR)

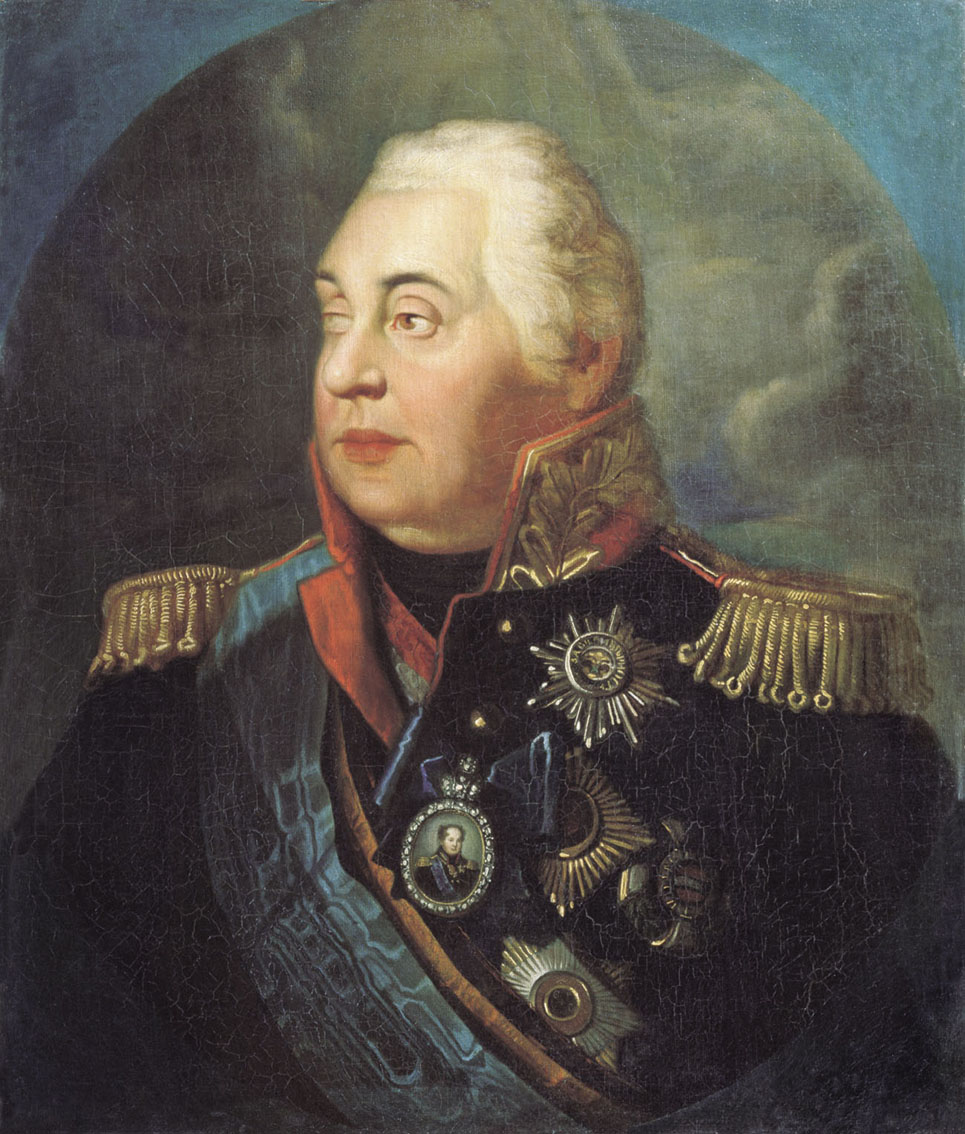
Feldmarszałek Michaił Kutuzow na obrazie R.M. Wolkowa

Order Kutuzowa (ros. Орден Кутузова) – order wojskowy Związku Socjalistycznych Republik Radzieckich.
Został ustanowiony dekretem Prezydium Rady Najwyższej ZSRR 29 lipca 1942 roku najpierw jako order mający dwie klasy. 8 stycznia 1943 roku ustanowiono trzecią klasę tego orderu. Jednocześnie zatwierdzono jego statut i opis. Później jeszcze kilkakrotnie wprowadzono do niego poprawki.

## Zasady nadawania
Order Kutuzowa ma trzy klasy. Był nadawany przez Prezydium Rady Najwyższej ZSRR:
- I klasy – dowódcom związków operacyjnych – frontów i armii, ich zastępcom i szefom sztabów;
- II klasy – dowódcom związków taktycznych – korpusów, dywizji, brygad i szefom sztabów tych jednostek;
- III klasy – dowódcom pułków, batalionów, kompanii i szefom sztabów pułków.

Nadawano je za:
- umiejętne przygotowanie i kierowanie dużą operacją wojskową lub bojem, w wyniku których, współdziałając ze wszystkimi rodzajami broni, zadano przeciwnikowi duże straty;
- umiejętne działania w obronie oraz podczas wymuszonego odwrotu polegające na zadaniu przeciwnikowi dużych strat w sile żywej i sprzęcie oraz zajęciu dogodnych rubieży do obrony i kontrnatarcia;
- mistrzowskie dowodzenie w okrążeniu i w innych trudnych sytuacjach w walce z przeważającymi siłami przeciwnika prowadzące do wyprowadzenia wojsk przy najmniejszych stratach własnych;
- umiejętną organizację pościgu za wycofującym się przeciwnikiem, zniszczenie jego siły żywej i sprzętu oraz za szybką likwidację okrążonych sił przeciwnika;
- śmiałe wyjście na linie komunikacyjne przeciwnika, zniszczenie jego baz i tyłowych garnizonów.

Order ten zaczęto nadawać w początku 1943 roku. Pierwszymi odznaczonymi byli m.in.: gen. por. Iwan Gałanin, gen. armii Iwan Tiuleniew, gen. płk Maksim Purkajew, gen. por. Gieorgij Zacharow, gen. por. Michaił Malinin. Niektórzy dowódcy otrzymali order kilkakrotnie. 
Łącznie w ZSRR nadano orderów:
- I klasy – 675
- II klasy – 3326
- III klasy – 3328

Orderem tym uhonorowano także ponad 1570 jednostek i związków taktycznych Armii Czerwonej, a także niektóre polskie jednostki:
- 1 Warszawska Dywizja Piechoty im. Tadeusza Kościuszki – Orderem Kutuzowa II klasy;
- 1 Warszawska Brygada Artylerii Ciężkiej im. Józefa Bema – Orderem Kutuzowa II klasy;
- 3 Warszawska Brygada Artylerii Haubic – Orderem Kutuzowa II klasy;
- 5 Pomorska Brygada Artylerii Ciężkiej – Orderem Kutuzowa II klasy;
- 1 Warszawska Brygada Saperów – Orderem Kutuzowa II klasy;
- 13 Warszawski Pułk Artylerii Pancernej – Orderem Kutuzowa III klasy;
- 4 Pomorski Samodzielny Pułk Czołgów Ciężkich – Orderem Kutuzowa III klasy.

## Opis odznaki
Order I klasy został wykonany ze złota, w postaci pięcioramiennej, wielopromiennej gwiazdy, między ramionami której znajdują się pęki srebrnych promieni. W centrum umieszczono okrągłą tarczę pokrytą białą emalią ze złotym wieńcem laurowym na obrzeżach. W środku tarczy na tle kremlowskich baszt jest wykonane ze złota popiersie feldmarszałka Michaiła Kutuzowa. Wokół niego na białej wstędze znajduje się złoty napis: ΜИХАИЛ КУТУЗОВ (pol. "Michaił Kutuzow"). Order II i III klasy był wykonany ze srebra. Ponadto order III klasy miał mniejszą średnicę.
Wstążki do orderu:
- I klasy – ciemnoniebieska z szerokim pomarańczowym paskiem pośrodku;
- II klasy – ciemnoniebieska z dwoma wąskimi pomarańczowymi paskami po bokach;
- III klasy – ciemnoniebieska z dwoma wąskimi paskami po bokach i jednym pośrodku koloru pomarańczowego.

| Odznaka orderu (awers) | Odznaka orderu (awers) | Odznaka orderu (awers) |
| ---------------------- | ---------------------- | ---------------------- |
| Klasa I                | Klasa II               | Klasa III              |
| Baretki orderu         |                        |                        |
| Klasa I                | Klasa II               | Klasa III              |